# Ranunculus acris
Ranunculus acris este o specie de plantă cu flori din familia Ranunculaceae și este una dintre cele mai comune flori de piciorul-cocoșului din Europa și Eurasia temperată. Este cunoscută popular și sub numele de floare broștească.

## Descriere

Diagrama florală a lui Ranunculus acris. Ovalele verde deschis denotă nectarii.

Ranunculus acris este o plantă erbacee perenă care are o înălțime de 30 până la 100 cm, cu tulpini curgătoare purtând flori galbene lucioase de aproximativ 25 mm lățime. Florile au cinci petale care devin galbene pe măsură ce floarea se maturizează, purtate deasupra a cinci sepale verzi, cu numeroase stamine inserate sub ovar. Înflorește din luna mai până în luna iulie. Frunzele sunt compuse, cu foliole fin tăiate și păroase. Spre deosebire de Ranunculus repens, foliola terminală este sesilă. Ca și în cazul altor membri ai genului, numeroasele semințe sunt purtate sub formă de achene .
Sucul plantei este semi-toxic pentru animale, provocând vezicule.

## Distribuție
Planta este originară din Eurasia, dar a fost introdusă în mare parte a lumii, astfel încât are acum o distribuție circumpolară. Este o specie naturalizată și adesea o buruiană în unele părți ale Americii de Nord, dar este probabil originară din Alaska și Groenlanda. În Noua Zeelandă este considerată o buruiană, și păgubește industria lactatelor cu sute de milioane de dolari. A devenit una dintre puținele buruieni de pășune care a dezvoltat rezistență la erbicide.

## Toxicitate
Uleiurile din plantă, probabil prezente în frunze și tulpini, conțin glicozida ranunculină, care, atunci când este ingerată, poate provoca dureri abdominale și tulburări intestinale. Când sunt mâncate de animale, piciorul-cocoșului pot provoca vezicule pe limbă și pe buze, diaree și orbire. Alte simptome ale otrăvirii includ fibrilația ventriculară și insuficiența respiratorie.